# ICC Champions Trophy 2004
De ICC Champions Trophy werd in 2004 voor de vierde keer gehouden. Gespeeld werd van 10 tot en met 25 september in Engeland.vWest-Indië won het toernooi. 

## Opzet
Twaalf landen deden mee; de tien testlanden, Kenia als toenmalig enige volledig One Day International-land en de Verenigde Staten als nipte winnaar van de ICC Six Nations Challenge 2004. De landen werden over vier groepen van drie verdeeld op basis van de wereldranglijst en de groepswinnaar ging door naar de halve finale.

## Wedstrijden

### Groepsfase
Groep 1
| Team             | Gesp. | W | G | V | GR | NRR    | Ptn |
| ---------------- | ----- | - | - | - | -- | ------ | --- |
| Australië        | 2     | 2 | 0 | 0 | 0  | 3.237  | 4   |
| Nieuw-Zeeland    | 2     | 1 | 0 | 1 | 0  | 1.603  | 2   |
| Verenigde Staten | 2     | 0 | 0 | 2 | 0  | −5.121 | 0   |

| 10 september 2004 Verslag | Nieuw-Zeeland 347/4 (50 overs) | v | Verenigde Staten 137 (42.4 overs) | Nieuw-Zeeland wint met 210 runs The Oval, Londen |
| 10 september 2004 Verslag |                                |   |                                   | Nieuw-Zeeland wint met 210 runs The Oval, Londen |
|                           |                                |   |                                   |                                                  |

| 13 september 2004 Verslag | Verenigde Staten 65 (24 overs) | v | Australië 66/1 (7.5 overs) | Australië wint met 9 wickets Rose Bowl, Southampton |
| 13 september 2004 Verslag |                                |   |                            | Australië wint met 9 wickets Rose Bowl, Southampton |
|                           |                                |   |                            |                                                     |

| 16 september 2004 Verslag | Nieuw-Zeeland 198/9 (50 overs) | v | Australië 199/3 (37.2 overs) | Australië wint met 7 wickets The Oval, Londen |
| 16 september 2004 Verslag |                                |   |                              | Australië wint met 7 wickets The Oval, Londen |
|                           |                                |   |                              |                                               |

Groep 2
| Team        | Gesp. | W | G | V | GR | NRR    | Ptn |
| ----------- | ----- | - | - | - | -- | ------ | --- |
| West-Indië  | 2     | 2 | 0 | 0 | 0  | 1.471  | 4   |
| Zuid-Afrika | 2     | 1 | 0 | 1 | 0  | 1.552  | 2   |
| Bangladesh  | 2     | 0 | 0 | 2 | 0  | −3.111 | 0   |

| 12 september 2004 Verslag | Bangladesh 93 (31.3 overs) | v | Zuid-Afrika 94/1 (17.5 overs) | Zuid-Afrika wint met 9 wickets Edgbaston, Birmingham |
| 12 september 2004 Verslag |                            |   |                               | Zuid-Afrika wint met 9 wickets Edgbaston, Birmingham |
|                           |                            |   |                               |                                                      |

| 15 september 2004 Verslag | West-Indië 269/3 (50 overs) | v | Bangladesh 131 (39.3 overs) | West Indies wint met 138 runs Rose Bowl, Southampton |
| 15 september 2004 Verslag |                             |   |                             | West Indies wint met 138 runs Rose Bowl, Southampton |
|                           |                             |   |                             |                                                      |

| 18–19 september 2004 Verslag | Zuid-Afrika 246/6 (50 overs) | v | West-Indië 249/5 (48.5 overs) | West Indies wint met 5 wickets The Oval, Londen |
| 18–19 september 2004 Verslag |                              |   |                               | West Indies wint met 5 wickets The Oval, Londen |
|                              |                              |   |                               |                                                 |

Groep 3
| Team     | Gesp. | W | G | V | GR | NRR    | Ptn |
| -------- | ----- | - | - | - | -- | ------ | --- |
| Pakistan | 2     | 2 | 0 | 0 | 0  | 1.413  | 4   |
| India    | 2     | 1 | 0 | 1 | 0  | 0.944  | 2   |
| Kenia    | 2     | 0 | 0 | 2 | 0  | −2.747 | 0   |

| 11 september 2004 Verslag | India 290/4 (50 overs) | v | Kenia 192/7 (50 overs) | India wint met 98 runs Rose Bowl, Southampton |
| 11 september 2004 Verslag |                        |   |                        | India wint met 98 runs Rose Bowl, Southampton |
|                           |                        |   |                        |                                               |

| 14–15 september 2004 Verslag | Kenia 94 (32 overs) | v | Pakistan 95/3 (18.4 overs) | Pakistan wint met 7 wickets Edgbaston, Birmingham |
| 14–15 september 2004 Verslag |                     |   |                            | Pakistan wint met 7 wickets Edgbaston, Birmingham |
|                              |                     |   |                            |                                                   |

| 19 september 2004 Verslag | India 200 (49.5 overs) | v | Pakistan 201/7 (49.2 overs) | Pakistan wint met 3 wickets Edgbaston, Birmingham |
| 19 september 2004 Verslag |                        |   |                             | Pakistan wint met 3 wickets Edgbaston, Birmingham |
|                           |                        |   |                             |                                                   |

Groep 4
| Team      | Gesp. | W | G | V | GR | NRR    | Ptn |
| --------- | ----- | - | - | - | -- | ------ | --- |
| Engeland  | 2     | 2 | 0 | 0 | 0  | 2.716  | 4   |
| Sri Lanka | 2     | 1 | 0 | 1 | 0  | −0.252 | 2   |
| Zimbabwe  | 2     | 0 | 0 | 2 | 0  | −1.885 | 0   |

| 10–11 september 2004 Verslag | Engeland 299/7 (50 overs) | v | Zimbabwe 147 (39 overs) | Engeland wint met 152 runs Edgbaston, Birmingham |
| 10–11 september 2004 Verslag |                           |   |                         | Engeland wint met 152 runs Edgbaston, Birmingham |
|                              |                           |   |                         |                                                  |

| 14 september 2004 Verslag | Zimbabwe 191 (49.1 overs) | v | Sri Lanka 195/6 (43.5 overs) | Sri Lanka wint met 4 wickets The Oval, Londen |
| 14 september 2004 Verslag |                           |   |                              | Sri Lanka wint met 4 wickets The Oval, Londen |
|                           |                           |   |                              |                                               |

| 17–18 september 2004 Verslag | Engeland 251/7 (50 overs) | v | Sri Lanka 95/5 (24 overs) | Engeland wint met 49 runs (D/L) Rose Bowl, Southampton |
| 17–18 september 2004 Verslag |                           |   |                           | Engeland wint met 49 runs (D/L) Rose Bowl, Southampton |
|                              |                           |   |                           |                                                        |

### Halve finale
| 21 september 2004 Verslag | Australië 259/9 (50 overs) | v | Engeland 262/4 (46.3 overs) | Engeland wint met 6 wickets Edgbaston, Birmingham |
| 21 september 2004 Verslag |                            |   |                             | Engeland wint met 6 wickets Edgbaston, Birmingham |
|                           |                            |   |                             |                                                   |

| 22 september 2004 Verslag | Pakistan 131 (38.2 overs) | v | West-Indië 132/3 (28.1 overs) | West Indies wint met 7 wickets Rose Bowl, Southampton |
| 22 september 2004 Verslag |                           |   |                               | West Indies wint met 7 wickets Rose Bowl, Southampton |
|                           |                           |   |                               |                                                       |

### Finale
| 25 september 2004 Verslag | Engeland 217 (49.4 overs) | v | West-Indië 218/8 (48.5 overs) | West Indies wint met 2 wickets The Oval, Londen |
| 25 september 2004 Verslag |                           |   |                               | West Indies wint met 2 wickets The Oval, Londen |
|                           |                           |   |                               |                                                 |